# Phường 1, Giá Rai
Phường 1 là một phường cũ thuộc thị xã Giá Rai, tỉnh Bạc Liêu, Việt Nam.

## Địa lý

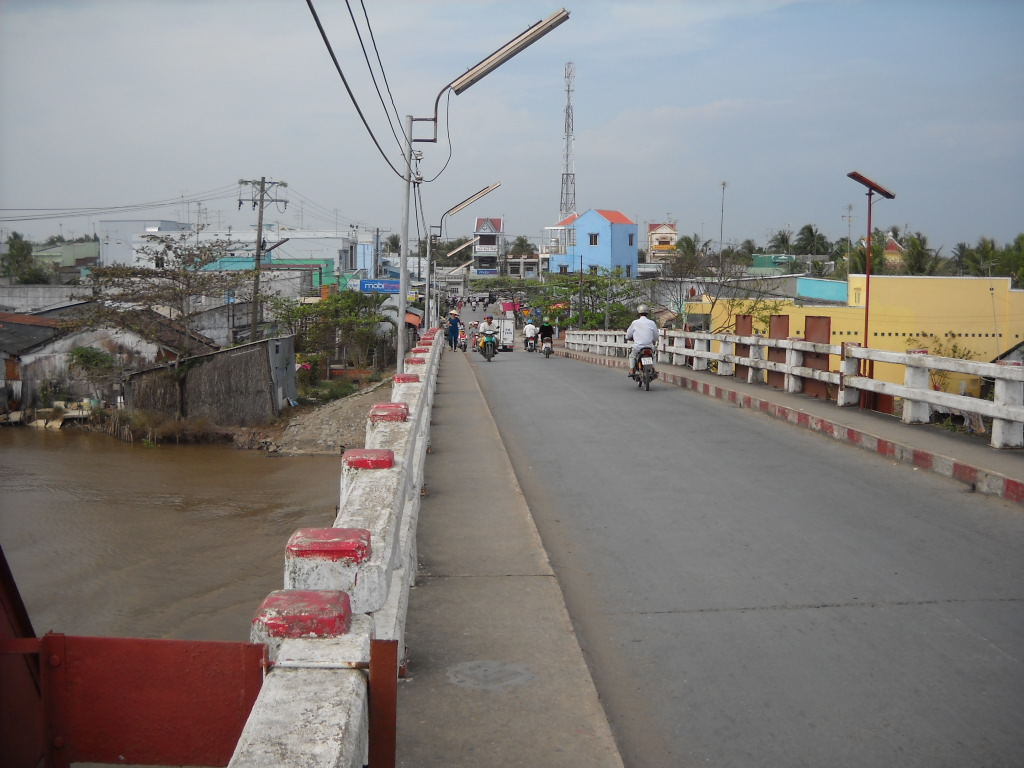
Một góc Phường 1

Phường 1 nằm ở phía nam thị xã Giá Rai, có vị trí địa lý:
- Phía đông giáp phường Láng Tròn và huyện Đông Hải
- Phía tây giáp phường Hộ Phòng
- Phía nam giáp huyện Đông Hải
- Phía bắc giáp xã Phong Tân và xã Phong Thạnh A.

Phường 1 có diện tích 11,76 km², dân số năm 2022 là 21.264 người, mật độ dân số đạt 1.808 người/km².

## Hành chính
Phường 1 được chia thành 5 khóm: 1, 2, 3, 4, 5.

## Lịch sử
Ngày 4 tháng 4 năm 1979, Hội đồng Chính phủ ban hành Quyết định số 142-CP về việc thành lập thị trấn Giá Rai – thị trấn huyện lỵ của huyện Giá Rai trên cơ sở tách một phần diện tích và dân số của xã Phong Thạnh và xã Long Điền.
Ngày 6 tháng 11 năm 1996, Quốc hội ban hành Nghị quyết về việc chia tỉnh Minh Hải thành tỉnh Bạc Liêu và tỉnh Cà Mau. Khi đó, thị trấn Giá Rai thuộc huyện Giá Rai, tỉnh Bạc Liêu.
Ngày 2 tháng 8 năm 2013, Bộ Xây dựng ban hành Quyết định số 717/QĐ-BXD về việc công nhận đô thị Hộ Phòng – Giá Rai là đô thị loại IV.
Ngày 15 tháng 5 năm 2015, Ủy ban Thường vụ Quốc hội ban hành Nghị quyết số 930/NQ-UBTVQH13 về việc:
- Thành lập thị xã Giá Rai thuộc tỉnh Bạc Liêu.
- Thành lập Phường 1 thuộc thị xã Giá Rai trên cơ sở toàn bộ 1.186,60 ha diện tích tự nhiên và 16.906 người của thị trấn Giá Rai.

## Giao thông
Quốc lộ 1 đi qua địa bàn phường theo hướng đông - tây. Ngoài ra, phường còn có nhiều tuyến đường khác như:
| - Đoàn Văn Hân (Giá Rai - Phong Tân) - Mười Của - Hoàng Phước Định (Giá Rai - Phó Sinh) - Quách Thị Kiều - Nguyễn Văn Uông - Trần Văn Sớm - Tạ Tài Lợi - Dương Văn Diệp | - Phùng Ngọc Liêm - Nguyễn Hữu Nghĩa (Quốc lộ 1A - Phong Thạnh A) - Nguyễn Văn Chức - Nguyễn Tri Phương - Trần Hưng Đạo - Nguyễn Thị Lượm - Võ Tánh - Lê Văn Bạc |